# Adolph Mayer
Christian Gustav Adolph Mayer, född den 15 februari 1839 i Leipzig, död den 11 april 1908 i Gries bei Bozen (nu en stadsdel i Bozen), var en tysk matematiker.
Mayer genomgick Thomasskolan i sin hemstad. Han studerade kemi, mineralogi och framförallt matematik vid universiteten i Heidelberg, Göttingen och Leipzig. År 1861 promoverades han i Heidelberg. Efter fortsatta studier vid universitetet i Königsberg habiliterade han sig 1866 i Leipzig. Där blev han 1871 extra ordinarie och 1881 ordinarie honorarprofessor. Från 1890 till 1900 var han innehavare av en lärostol i Leipzig. Hans forskningsfält var partiella differentialekvationer, variationsräkning och analytisk mekanik. Mayer var ledamot av sachsiska vetenskapsakademien, Göttingens vetenskapsakademi och Leopoldina. Åren 1876–1901 tillhörde han redaktionen för Mathematische Annalen.